# Metroid Prime 3: Corruption
Metroid Prime 3: Corruption – gra na konsole Nintendo Wii wydana przez Nintendo w 2007 roku. Jest to ostatnia część serii Metroid Prime. Dwie poprzednie części zostały wydane na konsolę GameCube.